# 格拉魯斯州
格拉魯斯州（德語：Glarus）是瑞士東部德語區的一個州，首府是格拉魯斯。

## 地理
連特河（Linth）發源於格拉魯斯州，然後注入北部的瓦倫湖，河流切開的深谷橫貫州境。州內地形山巒交疊，最高點是海拔3614米高的Tödi峰，其他高峰有Hausstock峰（3158m）及Glärnisch峰（2910m）。格拉魯斯州面積為685平方公里，佈滿森林，伐木業是州內重要的經濟支柱之一。

## 歷史

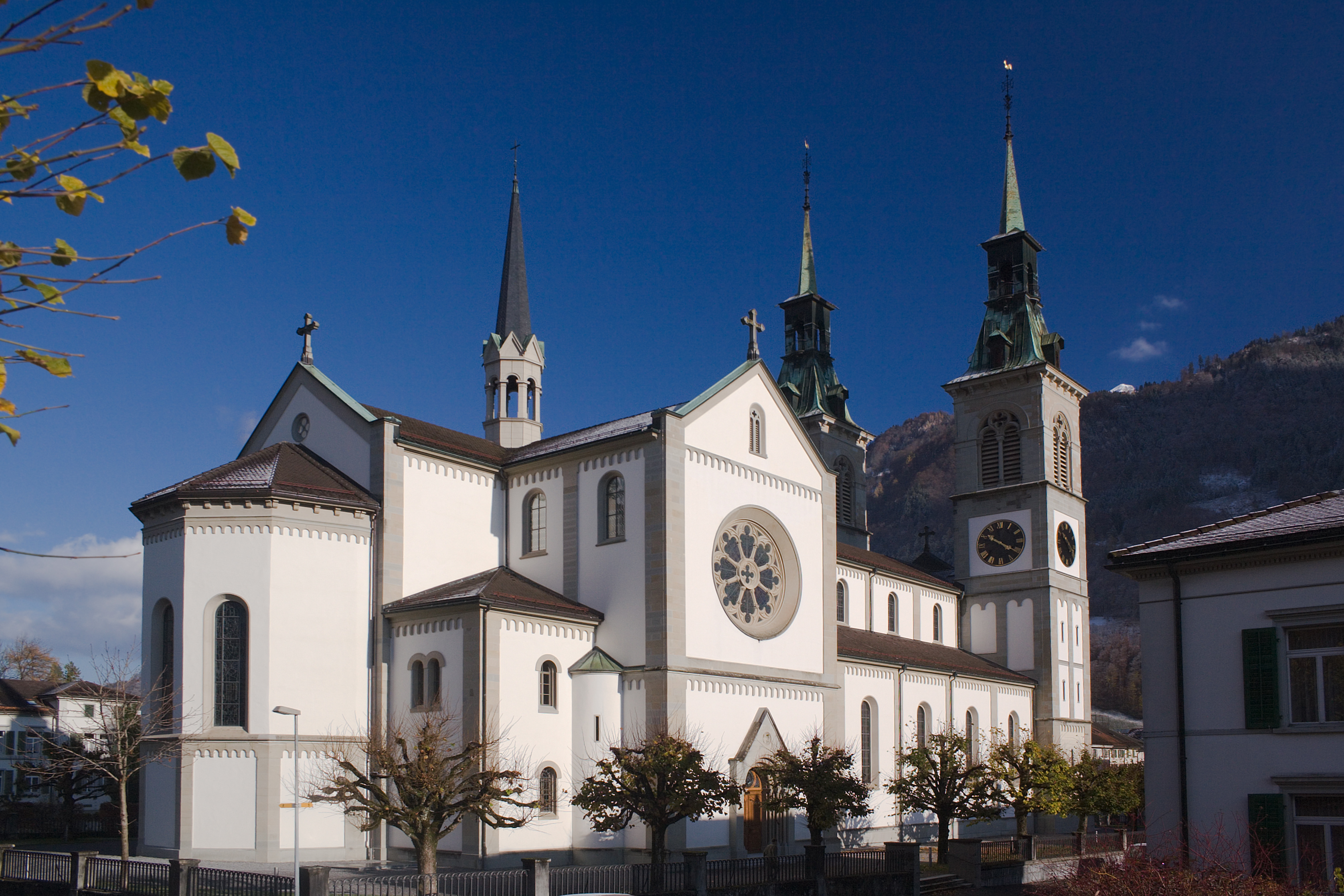
格拉魯斯教堂

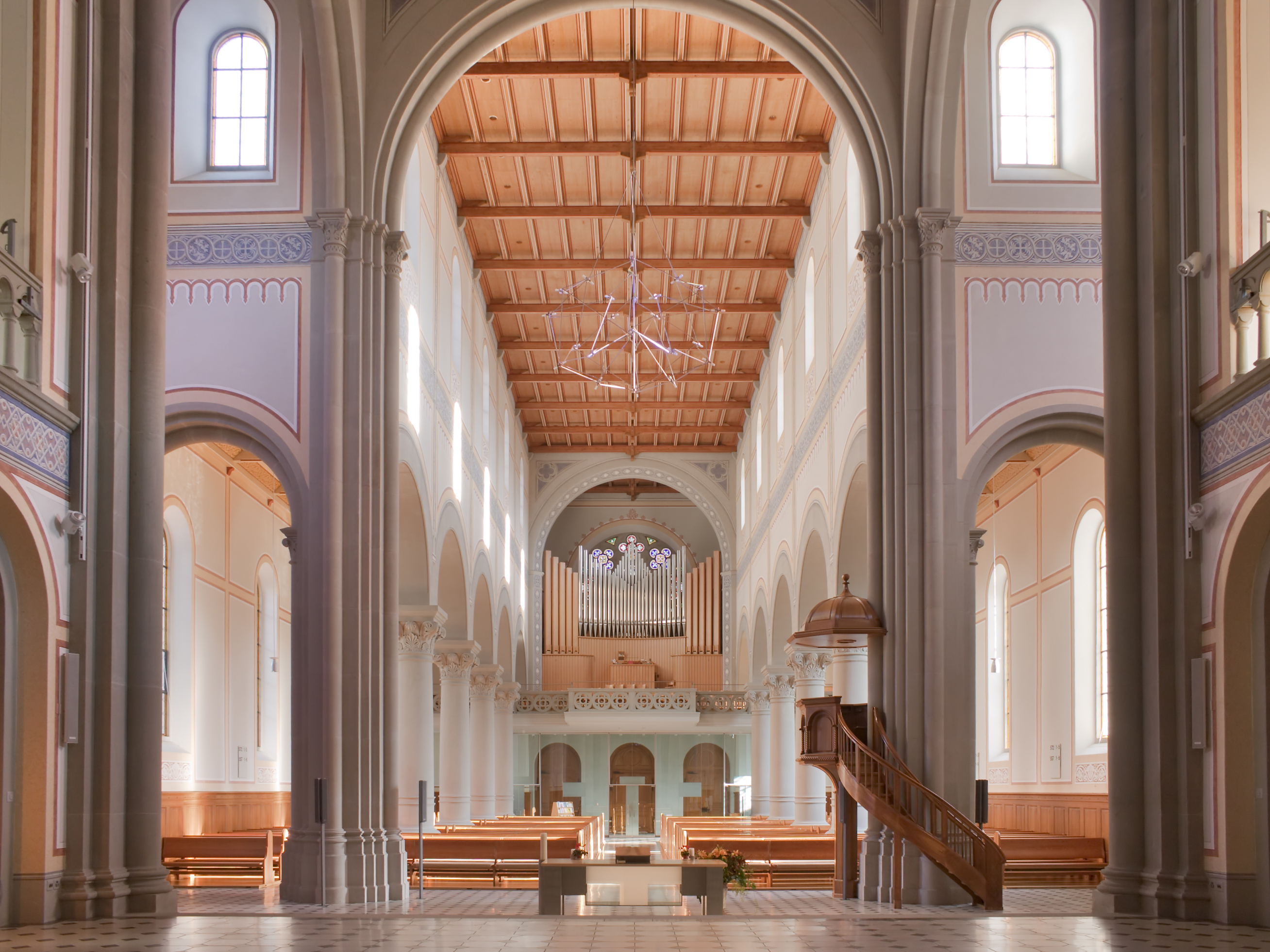
格拉魯斯教堂内部

宗教對格拉魯斯州的歷史影響深遠。連特河谷的居民大約於公元六世紀被愛爾蘭僧侶聖弗里多林（Saint Fridolin）傳教下皈依基督教。他於巴澤爾附近創立了塞京根修道院（Säckingen Abbey），從九世紀開始，這間修道院擁有格拉魯斯附近的土地。於1288年，神聖羅馬帝國的哈布斯堡王朝為了擴張勢力，慢慢蠶食了修道院的地權。之後，格拉魯斯人民於1352年選擇加入瑞士邦聯。
在1506年至之後十年間，著名的宗教改革家慈運理當上了格拉魯斯的牧師，到了1564年，慈運理的追隨者被全滅，但這並沒有停止了新教徒與天主教徒之間的爭端。為了維持和平，於是在1623年決定天主教徒和新教徒有各自的議會（Landsgemeinde）。在後來的1683年，新教徒與天主教徒開始各自有自己的法庭。
1798至1803年間，格拉魯斯地區成為拿破崙建立的赫爾維蒂共和國的連特州的一部份。1836年通過的憲法把分裂的議會統一。

## 經濟

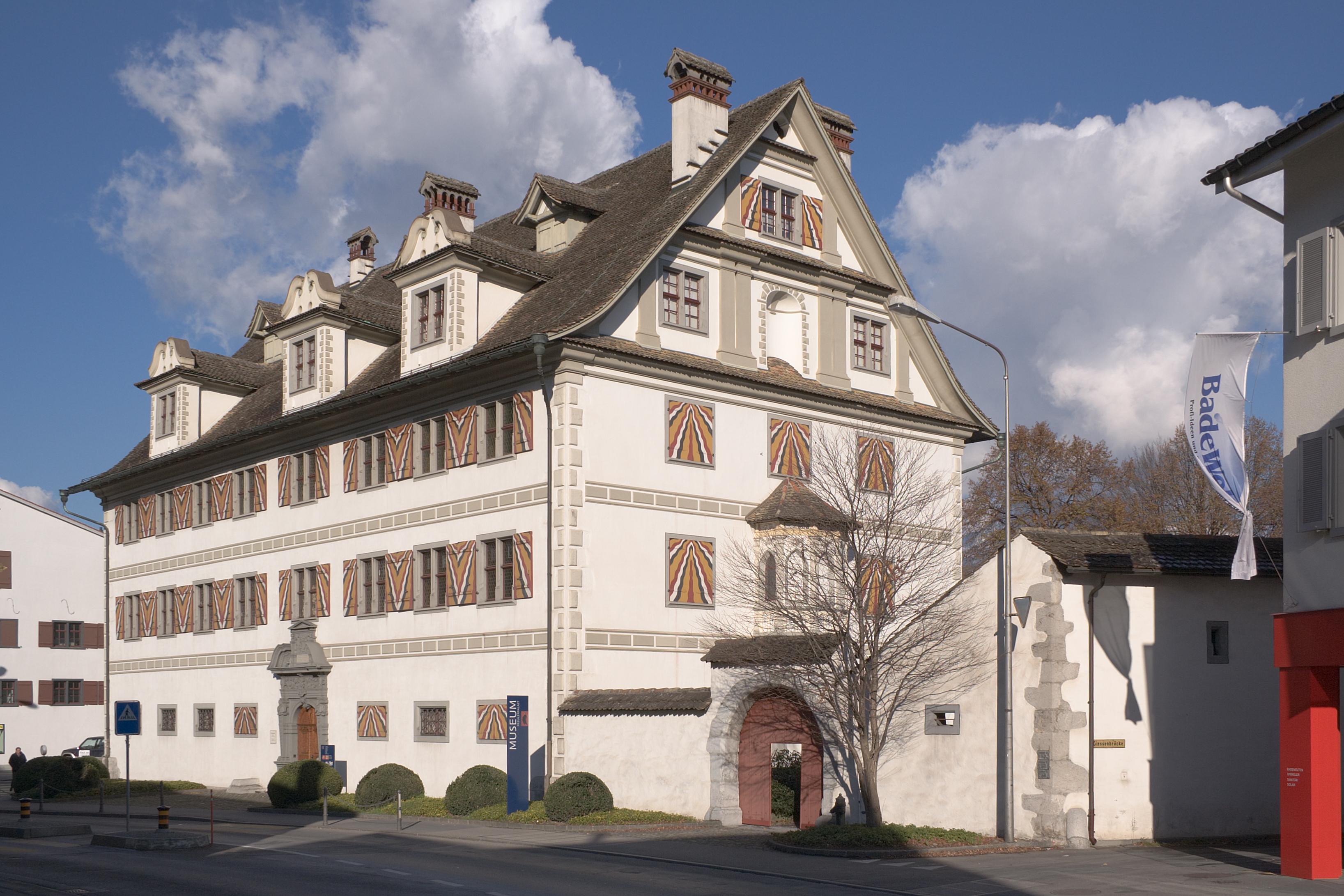
格拉魯斯州博物館

格拉魯斯州多山的地形有助於工業化，棉紗工業在十八世紀很重要，補助了傳統的羊毛紡紗。工業化還帶來了棉布印染、水力發電站和後來的冶金、機械工廠及造紙廠。雖然如此，飼養牛隻及產奶行業在山區的草地上仍然重要。

## 州徽
底色為紅色，上面有愛爾蘭僧侶聖弗里多林，可見他對格拉魯斯州的重要性。

## 行政區劃
不設分區，州轄下有25個市(Ortsgemeinden):
| - Betschwanden - Bilten - Braunwald - Elm - Engi - Ennenda - Filzbach - 格拉鲁斯 - Haslen（由Leuggelbach、Nidfurn及 Haslen合併而成） - Linthal - Luchsingen（由Diesbach、Hätzingen及 Luchsingen合併而成） - Matt | - Mitlödi - Mollis - Mühlehorn - Näfels - Netstal - Niederurnen - Oberurnen - Obstalden - Riedern - Rüti - Schwanden - Schwändi - Sool |

## 外部連結
- 官方統計數據 （页面存档备份，存于）
- 州官方網站 （页面存档备份，存于）（德文）
- 連特河谷地圖-Google Maps （页面存档备份，存于）